# Calliereffekt
Calliereffekt är ett fenomen som får negativ att framstå mer intensiva, hårda och kontrastrika i riktat ljus (exempelvis i en förstoringsapparat för analog film) än i diffust ljus (exempelvis i ett ljusbord).
Förhållandet mellan svärtningen vid riktat ljus och svärtningen vid diffust ljus kallas för Callierkvoten, i siffervärden ofta 1,5-2. Callierkvoten är beroende av silverkornens storlek och används ofta som mått på skiktets kornstorlek. Effekten studerades 1909 av den belgiske vetenskapsmannen A. Callier.